# Cay Lobos
Cay Lobos är en ö i Bahamas.   Den ligger i distriktet South Andros, i den södra delen av landet, 300 km söder om huvudstaden Nassau.
Terrängen på Cay Lobos är varierad. Öns högsta punkt är 4 meter över havet.